# Palazzo Querini Benzon

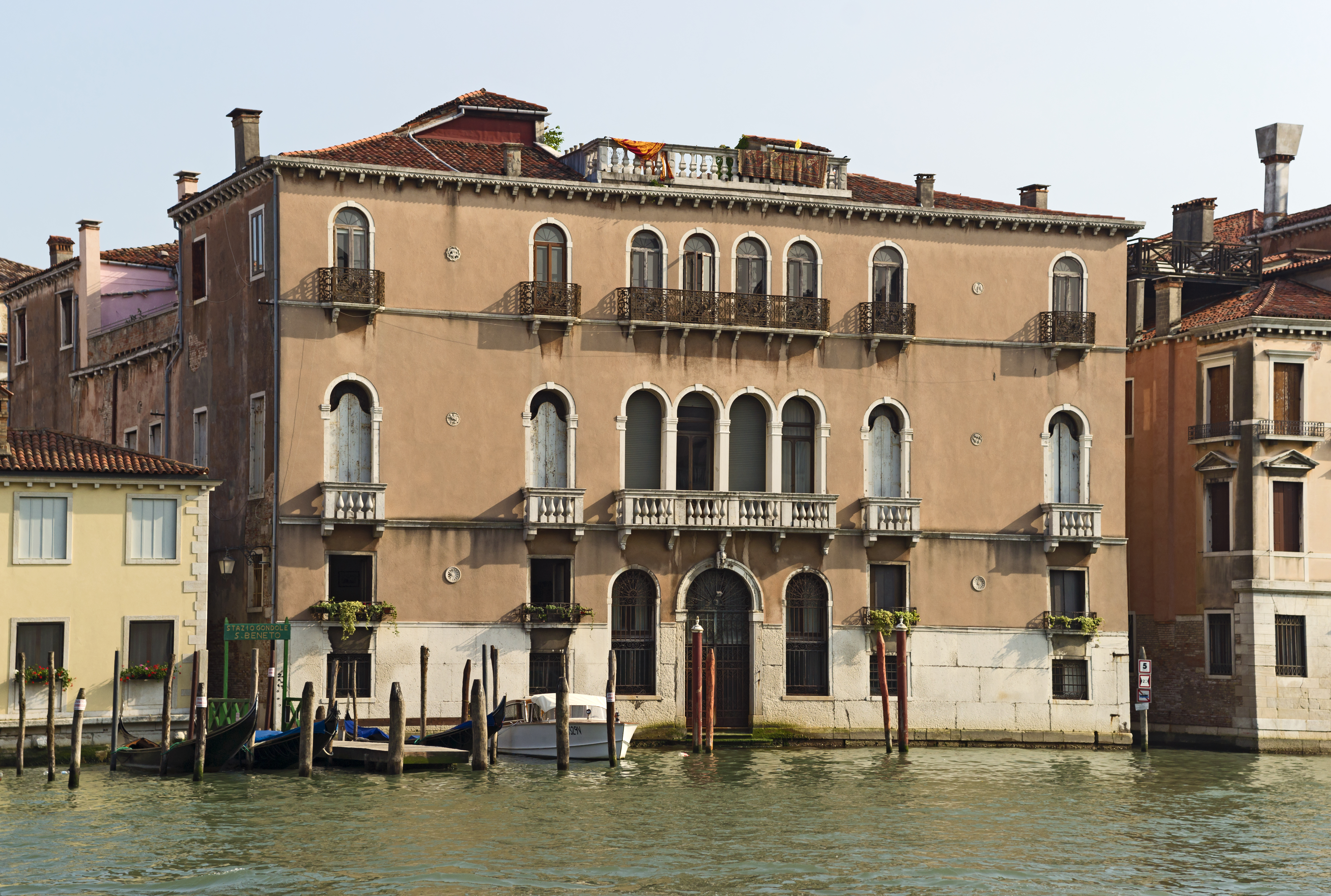
Palazzo Querini Benzon

Palazzo Querini Benzon, auch Palazzo Benzon, ist ein Palast in Venedig in der italienischen Region Venetien. Er liegt im Sestiere San Marco mit Blick auf den Canal Grande zwischen dem kleinen Ca’ de Sprit und dem Ca’ Michiel. Gegenüber liegen der Palazzo Bernardo di Canal und der Palazzo Querini Dubois.

## Geschichte
Der Palast wurde in den ersten Jahren des 18. Jahrhunderts errichtet und wurde dank der Adligen Marina Querini (1757–1839), Gattin von Pietro Giovanni Benzon, bekannt, die in der Wendezeit um das Ende der Republik Venedig (1797) aus ihrem Wohnhaus einen der renommiertesten venezianischen Literatursalons machte, der von vielen wichtigen, zeitgenössischen Künstlern besucht wurde.

## Beschreibung
Das Gebäude ohne besonderen architektonischen Wert hat ein Portal zum Wasser mit Treppe, ein Hauptgeschoss mit Vierfachrundbogenfenster und zwei Paar Einzelfenstern, alle mit kleinem Balkon. Das zweite Obergeschoss wurde 1897 aufgesetzt, und zwar als einfachere und weniger wertvolle Kopie des Hauptgeschosses. Über der Dachtraufe liegt in der Mitte eine Terrasse mit Balustern. Die gesamte Fassade ist verputzt und gestrichen, mit Ausnahme des Erdgeschosses, das in Stein verkleidet wurde, und zwar ohne das Mezzaningeschoss.